# Polystira
Polystira is een geslacht van weekdieren uit de klasse van de Gastropoda (slakken).

## Soorten
- Polystira albida (G. Perry, 1811)
- Polystira antillarum (Crosse, 1865)
- Polystira artia Berry, 1957
- Polystira bayeri Petuch, 2001
- Polystira coltrorum Petuch, 1993
- Polystira florencae Bartsch, 1934
- Polystira formosissima (E. A. Smith, 1915)
- Polystira gruneri (Philippi, 1848)
- Polystira jelskii (Crosse, 1865)
- Polystira lindae Petuch, 1987
- Polystira macra Bartsch, 1934
- Polystira nobilis (Hinds, 1843)
- Polystira oxytropis (G. B. Sowerby I, 1834)
- Polystira parthenia Berry, 1957
- Polystira picta (Reeve, 1843)
- Polystira starretti Petuch, 2002
- Polystira sunderlandi Petuch, 1987
- Polystira tellea (Dall, 1889)
- Polystira vibex (Dall, 1889)